# Australopacifica meridionalis
Australopacifica meridionalis är en plattmaskart som först beskrevs av Graff 1899.  Australopacifica meridionalis ingår i släktet Australopacifica och familjen Geoplanidae. Inga underarter finns listade i Catalogue of Life.